# ジャン＝ジャック・フシェル
ジャン＝ジャック・フシェル（Jean-Jacques Feuchère、1807年8月24日 – 1852年7月26日）はフランスの彫刻家である。パリのパレ・ブルボン広場の「法」の寓意の彫刻を制作したことなどで知られる。

## 経歴
パリの彫金師の息子に生まれた。金細工や彫金の仕事から彫刻の仕事に入った
。ジャン＝ピエール・コルトーやジュール・ラミーの弟子を自称していたが、エコール・デ・ボザールに入学していなかったとされる。1831年からサロン・ド・パリに2体の彫刻を出展したが、ジャン・グージョン(Jean Goujon)のスタイルの模倣ではないかと批判された。1834年にサロンで2等のメダルを受賞した。
1844年から、サン＝シュルピス教会の前の広場に建設された、4人の彫刻家が共作した『4人の枢機卿の噴水』の1人の枢機卿ジャック＝ベニーニュ・ボシュエの像を制作した。1846年にレジオンドヌール勲章（シュヴァリエ）を受勲した。
1848年のコンペで選ばれて、国民議会議事堂の前のパレ・ブルボン広場の「法」の寓意の彫刻を制作しこれは1852年に完成した。

## 作品

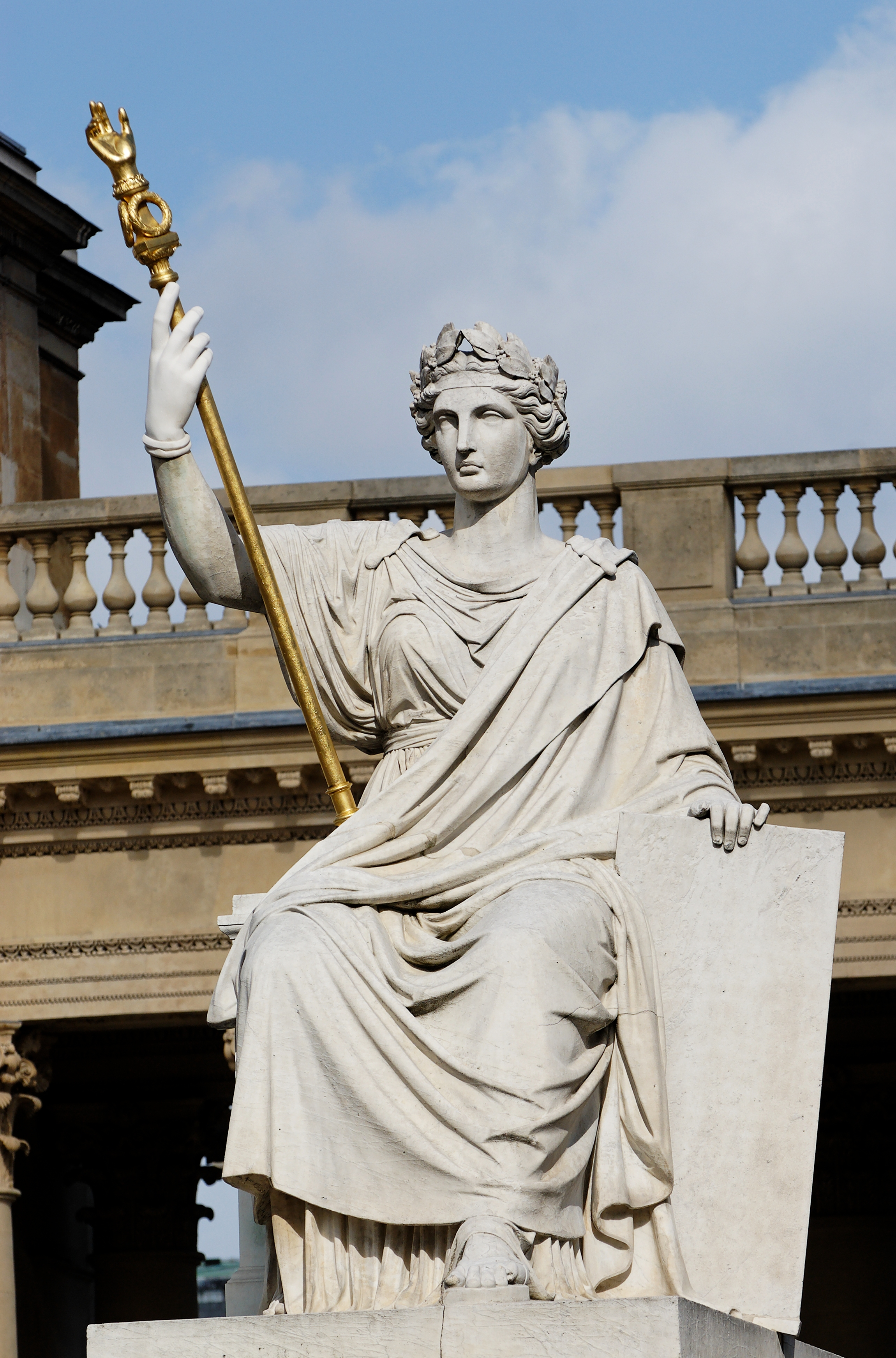
パレ・ブルボン広場の「法」の寓意の彫刻
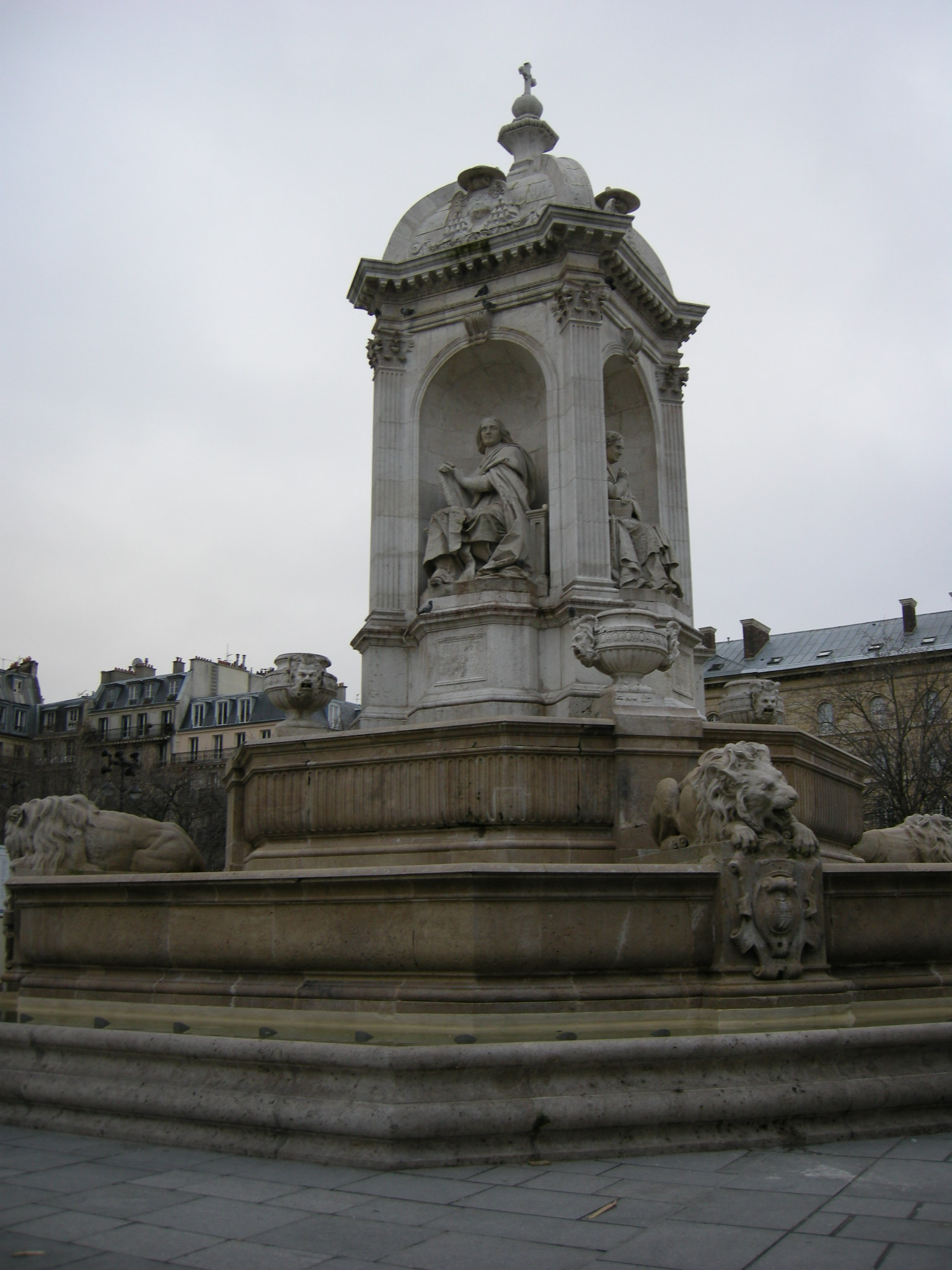
『4人の枢機卿の噴水』
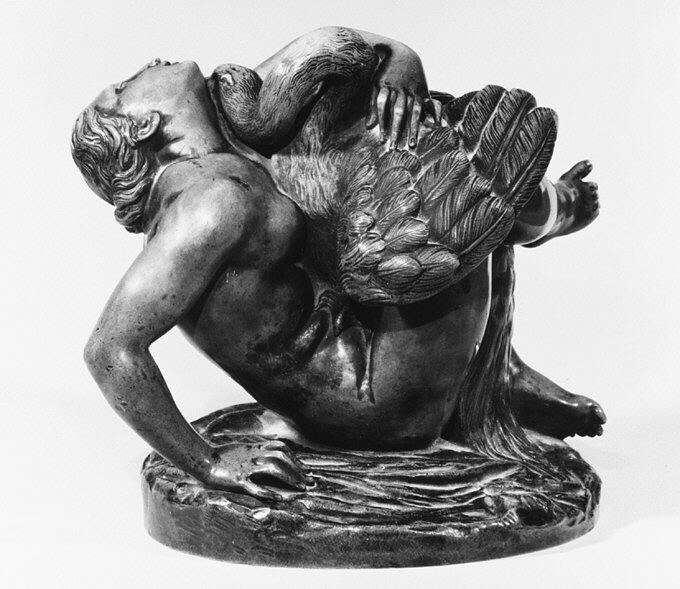
『レダと白鳥』、メトロポリタン美術館蔵
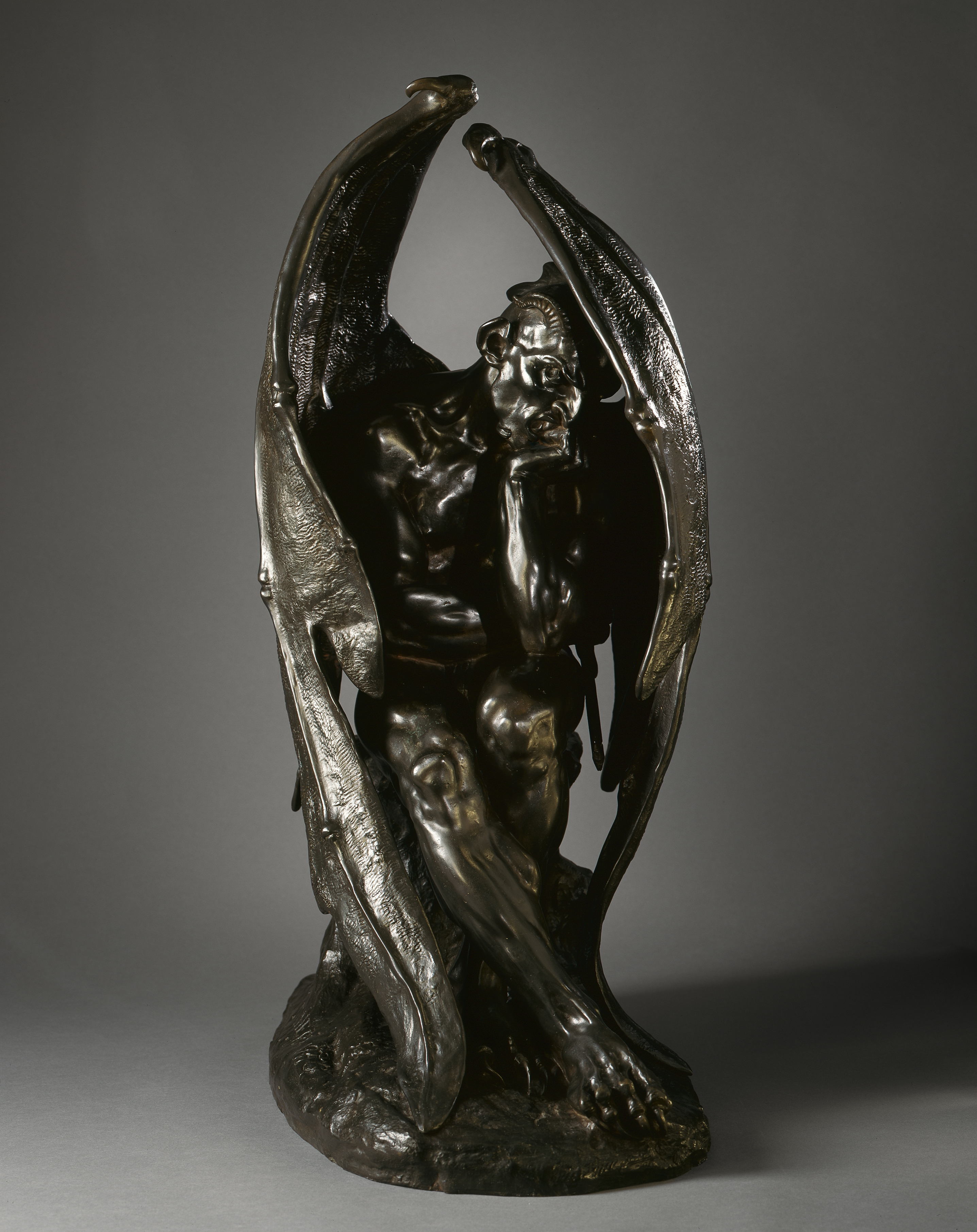
『サタン』ロサンゼルス・カウンティ美術館蔵